# Jan Heemskerk
Jan Heemskerk Abrahamszoon (Amsterdam, 30 luglio 1818 – L'Aia, 9 ottobre 1897) è stato un politico olandese, primo ministro dei Paesi Bassi dal 6 luglio 1872 al 27 agosto 1874 e dal 23 aprile 1883 al 20 aprile 1888.
Dopo aver studiato Giurisprudenza, inizia ad esercitare la professione di avvocato ma presto inizia a dedicarsi all'attività politica.
Eletto in Parlamento tra le file dei liberali, col tempo passa nello schieramento conservatore.
Suo figlio Theo Heemskerk ricoprirà la carica di primo ministro dal 1908 al 1913.

## Opere
Heemskerk ha pubblicato una serie di opere tra cui:
- De praktijk onzer grondwet. 2 volumi. (Utrecht: J. L. Beijers, 1881.)
- Speciminis inauguralis de Montesquivio pars prior [-altera]. 2 volumi. (Amstelodami: J.H. et G. van Heteren, 1839.)